# Élections législatives de 2002 dans la Haute-Saône
Les élections législatives françaises de 2002 se déroulent les 9 et 16 juin 2002. Dans le département de la Haute-Saône, trois députés sont à élire dans le cadre de trois circonscriptions. 

## Élus
| Circonscription | Député sortant     | Parti | Parti         | Député élu ou réélu | Parti | Parti |
| --------------- | ------------------ | ----- | ------------- | ------------------- | ----- | ----- |
| 1re             | Christian Bergelin |       | RPR           | Alain Joyandet      |       | UMP   |
| 2e              | Jean-Pierre Michel |       | Divers gauche | Maryvonne Briot     |       | UMP   |
| 3e              | Jean-Paul Mariot   |       | app. PS       | Michel Raison       |       | UMP   |

## Résultats

### Résultats à l'échelle du département
| Parti                                           | Parti                               | Premier tour | Premier tour | Second tour | Second tour | Sièges |
| Parti                                           | Parti                               | Voix         | %            | Voix        | %           | Sièges |
| ----------------------------------------------- | ----------------------------------- | ------------ | ------------ | ----------- | ----------- | ------ |
|                                                 | Union pour un mouvement populaire   | 44 046       | 38,51        | 59 416      | 54,32       | 3      |
|                                                 | Mouvement pour la France            | 688          | 0,60         |             |             | 0      |
|                                                 | Majorité présidentielle             | 44 734       | 39,11        | 59 416      | 54,32       | 3      |
|                                                 |                                     |              |              |             |             |        |
|                                                 | Parti socialiste                    | 22 141       | 19,36        | 31 726      | 29,01       | 0      |
|                                                 | Divers gauche dont Pôle républicain | 14 788       | 12,93        | 18 234      | 16,67       | 0      |
|                                                 | Parti communiste français           | 4 267        | 3,73         |             |             | 0      |
|                                                 | Les Verts                           | 1 624        | 1,42         | 0           |             |        |
|                                                 | Gauche parlementaire                | 42 820       | 37,44        | 49 960      | 45,68       | 0      |
|                                                 |                                     |              |              |             |             |        |
|                                                 | Front national                      | 18 249       | 15,96        |             |             | 0      |
|                                                 | Extrême gauche dont LO et PT        | 2 185        | 1,91         | 0           |             |        |
|                                                 | Chasse, pêche, nature et traditions | 2 173        | 1,90         | 0           |             |        |
|                                                 | Divers écologiste dont MÉI et GÉ    | 2 099        | 1,84         | 0           |             |        |
|                                                 | Mouvement national républicain      | 1 600        | 1,40         | 0           |             |        |
|                                                 | Divers                              | 515          | 0,45         | 0           |             |        |
|                                                 |                                     |              |              |             |             |        |
| Inscrits                                        | Inscrits                            | 174 882      | 100,00       | 174 844     | 100,00      | 3      |
| Abstentions                                     | Abstentions                         | 56 878       | 32,52        | 59 116      | 33,81       |        |
| Votants                                         | Votants                             | 118 004      | 67,48        | 115 728     | 66,19       |        |
| Blancs et nuls                                  | Blancs et nuls                      | 3 629        | 3,08         | 6 352       | 5,49        |        |
| Exprimés                                        | Exprimés                            | 114 375      | 96,92        | 109 376     | 94,51       |        |
| Source : Ministère de l'Intérieur - Haute-Saône |                                     |              |              |             |             |        |

### Résultats par circonscription

#### Première circonscription (Vesoul)
| Candidat       | Candidat              | Parti            | Premier tour | Premier tour | Second tour | Second tour |  |
| Candidat       | Candidat              | Parti            | Voix         | %            | Voix        | %           |  |
| -------------- | --------------------- | ---------------- | ------------ | ------------ | ----------- | ----------- |  |
|                | Alain Joyandet élu    | UMP              | 19 199       | 45,85        | 23 096      | 59,94       |  |
|                | Martine Silvain       | PS               | 9 881        | 23,6         | 15 439      | 40,06       |  |
|                | Marcel Grognu         | FN               | 5 630        | 13,45        |             |             |  |
|                | Paul Cheviet          | Pôle républicain | 1 789        | 4,27         |             |             |  |
|                | Frédéric Bernabé      | PCF              | 1 667        | 3,98         |             |             |  |
|                | Philippe Chatelain    | Les Verts        | 905          | 2,16         |             |             |  |
|                | Brigitte Renard       | CPNT             | 801          | 1,91         |             |             |  |
|                | Jean-Marc Brissaud    | MNR              | 528          | 1,26         |             |             |  |
|                | Thérèse Garret        | LO               | 476          | 1,14         |             |             |  |
|                | Michèle Durand-Migeon | MÉI              | 388          | 0,93         |             |             |  |
|                | André Osstyn          | MPF              | 270          | 0,64         |             |             |  |
|                | José Paz              | GÉ               | 174          | 0,42         |             |             |  |
|                | Philippe Forestier    | Divers           | 161          | 0,38         |             |             |  |
|                |                       |                  |              |              |             |             |  |
| Inscrits       | Inscrits              | Inscrits         | 62 041       | 100,00       | 62 029      | 100,00      |  |
| Abstentions    | Abstentions           | Abstentions      | 19 192       | 30,93        | 21 582      | 34,79       |  |
| Votants        | Votants               | Votants          | 42 849       | 69,07        | 40 447      | 65,21       |  |
| Blancs et nuls | Blancs et nuls        | Blancs et nuls   | 980          | 2,29         | 1 912       | 4,73        |  |
| Exprimés       | Exprimés              | Exprimés         | 41 869       | 97,71        | 38 535      | 95,27       |  |

#### Deuxième circonscription (Lure - Héricourt)
| Candidat       | Candidat                   | Parti              | Premier tour | Premier tour | Second tour | Second tour |  |
| Candidat       | Candidat                   | Parti              | Voix         | %            | Voix        | %           |  |
| -------------- | -------------------------- | ------------------ | ------------ | ------------ | ----------- | ----------- |  |
|                | Jean-Pierre Michel sortant | Divers gauche (PS) | 12 999       | 33,26        | 18 234      | 48,91       |  |
|                | Maryvonne Briot élue       | UMP                | 12 124       | 31,03        | 19 045      | 51,09       |  |
|                | Claude Thiébaut            | FN                 | 7 650        | 19,58        |             |             |  |
|                | Gilles Lazar               | PCF                | 2 041        | 5,22         |             |             |  |
|                | Noël Hennequin             | LO                 | 853          | 2,18         |             |             |  |
|                | Xavier Sévilla             | CPNT               | 766          | 1,96         |             |             |  |
|                | Catherine Habert           | Les Verts          | 719          | 1,84         |             |             |  |
|                | Denis Robert               | MÉI                | 576          | 1,47         |             |             |  |
|                | Gilbert Brouillard         | MNR                | 546          | 1,4          |             |             |  |
|                | Yves Méra                  | MPF                | 418          | 1,07         |             |             |  |
|                | Josiane Kmoch              | GÉ                 | 229          | 0,59         |             |             |  |
|                | Laure Devillers            | Divers             | 157          | 0,4          |             |             |  |
|                |                            |                    |              |              |             |             |  |
| Inscrits       | Inscrits                   | Inscrits           | 61 244       | 100,00       | 61 238      | 100,00      |  |
| Abstentions    | Abstentions                | Abstentions        | 20 766       | 33,91        | 21 456      | 35,04       |  |
| Votants        | Votants                    | Votants            | 40 478       | 66,09        | 39 782      | 64,96       |  |
| Blancs et nuls | Blancs et nuls             | Blancs et nuls     | 1 400        | 3,46         | 2 503       | 6,29        |  |
| Exprimés       | Exprimés                   | Exprimés           | 39 078       | 96,54        | 37 279      | 93,71       |  |

#### Troisième circonscription (Luxeuil-les-Bains)
| Candidat       | Candidat                 | Parti          | Premier tour | Premier tour | Second tour | Second tour |  |
| Candidat       | Candidat                 | Parti          | Voix         | %            | Voix        | %           |  |
| -------------- | ------------------------ | -------------- | ------------ | ------------ | ----------- | ----------- |  |
|                | Michel Raison élu        | UMP            | 12 723       | 38,06        | 17 275      | 51,47       |  |
|                | Jean-Paul Mariot sortant | app. PS        | 12 260       | 36,68        | 16 287      | 48,53       |  |
|                | Anne-Marie Jeanmougin    | FN             | 4 969        | 14,86        |             |             |  |
|                | Claude Cavagnac          | CPNT           | 606          | 1,81         |             |             |  |
|                | Daniel Rouillon          | LO             | 583          | 1,74         |             |             |  |
|                | Maryvonne Dumora         | PCF            | 559          | 1,67         |             |             |  |
|                | Guy Batlogg              | MÉI            | 540          | 1,62         |             |             |  |
|                | Marie-France Ligney      | MNR            | 526          | 1,57         |             |             |  |
|                | Christine Jeanmougin     | PT             | 273          | 0,82         |             |             |  |
|                | Emmanuelle Bouget        | GÉ             | 192          | 0,57         |             |             |  |
|                | Gaëtan Jacques           | Divers         | 127          | 0,38         |             |             |  |
|                | Alain Gérard             | Divers         | 70           | 0,21         |             |             |  |
|                |                          |                |              |              |             |             |  |
| Inscrits       | Inscrits                 | Inscrits       | 51 597       | 100,00       | 51 577      | 100,00      |  |
| Abstentions    | Abstentions              | Abstentions    | 16 920       | 32,79        | 16 078      | 31,17       |  |
| Votants        | Votants                  | Votants        | 34 677       | 67,21        | 35 499      | 68,83       |  |
| Blancs et nuls | Blancs et nuls           | Blancs et nuls | 1 249        | 3,6          | 1 937       | 5,46        |  |
| Exprimés       | Exprimés                 | Exprimés       | 33 428       | 96,4         | 33 562      | 94,54       |  |